# Penzberg
Penzberg – miasto w Niemczech, w kraju związkowym Bawaria, w rejencji Górna Bawaria, w regionie Oberland, w powiecie Weilheim-Schongau. Leży około 20 km na południowy wschód od Weilheim in Oberbayern, przy autostradzie A95 i linii kolejowej Kochel am See – Monachium. W przeszłości wydobywano tu węgiel. Obecnie Penzberg jest znane z rozwiniętego przemysłu farmaceutycznego.

## Demografia
Dane o ludności z 31 grudnia 2008:
| Opis                                | Ogółem | Ogółem | Kobiety | Kobiety | Mężczyźni | Mężczyźni |
| ----------------------------------- | ------ | ------ | ------- | ------- | --------- | --------- |
| Jednostka                           | osób   | %      | osób    | %       | osób      | %         |
| Populacja                           | 16 230 | 100    | 8396    | 51,73   | 7834      | 48,27     |
| Wiek przedprodukcyjny (0–17 lat)    | 2891   | 17,81  | 1380    | 8,5     | 1511      | 9,31      |
| Wiek produkcyjny (18–65 lat)        | 10 104 | 62,26  | 5129    | 31,6    | 4975      | 30,65     |
| Wiek poprodukcyjny (powyżej 65 lat) | 3235   | 19,93  | 1887    | 11,63   | 1348      | 8,31      |

## Polityka
Burmistrzem miasta jest Hans Mummert z SPD, rada miasta składa się z 24 osób.
|      | CSU | SPD | Zieloni | BfP | Razem |
| 2008 | 8   | 9   | 4       | 3   | 24    |
| 2002 | 9   | 12  | 3       | -   | 24    |

## Współpraca
Miejscowości partnerskie:
- Ahlen, Nadrenia Północna-Westfalia od 2007
- Capannori, Włochy
- Differdange, Luksemburg
- Langon, Francja od 1981
- Lugau/Erzgeb., Saksonia
- Tempelhof-Schöneberg, Berlin od 1966